# Ferdinand von Senger und Etterlin
Ferdinand Maria von Senger und Etterlin (* 8. Juni 1923 in Tübingen; † 10. Januar 1987 in Koblenz) war ein General des Heeres der Bundeswehr.

## Leben
Die Familie von Senger und Etterlin gehört zum oberfränkischen Reichsadel und kann auf eine über 250-jährige Soldatentradition zurückblicken. Ferdinands Vater war der spätere General der Panzertruppe Fridolin von Senger und Etterlin. Seine Mutter Hilda Margarethe war die Tochter des preußischen Generalleutnants Friedrich von Kracht (1844–1933). Wie die meisten seiner Vorfahren strebte auch Ferdinand eine Karriere als Berufssoldat an. 1946 heiratete er Ebba von Keudell. Die beiden hatten vier Kinder.

### Wehrmacht 1940–1945
Er begann seine Laufbahn am 1. Oktober 1940 in der Ersatzabteilung des Göttinger Kavallerie-Regiments 3, welches von seinem Vater kommandiert wurde. Mit dem Russlandfeldzug am 22. Juni 1941 begann seine Frontverwendung in der 1. Kavalleriedivision, die am 28. November 1941 in die 24. Panzer-Division umgegliedert wurde. Ab dem 23. August 1942 kämpfte er mit seinen Einheiten als Schwadronführer an der Wolga und erlebte den Untergang der 6. Armee. Er wurde kurz vor dem Ende der Schlacht um Stalingrad schwer verwundet und ausgeflogen. Nach der Neuaufstellung der 24. Panzer-Division wurde der Oberleutnant und Regimentsadjutant von Senger und Etterlin zunächst nach Oberitalien verlegt und dann wieder ab Oktober 1943 an der Ostfront eingesetzt. Im August 1944 verlor er während der Abwehrkämpfe bei Jasy in Rumänien seinen rechten Arm. Der damals 21-jährige Rittmeister wurde im Herbst 1944 persönlicher Adjutant des Inspekteurs der Panzertruppe, General der Panzertruppe Leo Geyr von Schweppenburg, und in das Oberkommando des Heeres (OKH) versetzt. Er beschäftigte sich mit Rüstungsfragen, Absprachen mit der Rüstungsindustrie, mit Personalersatzfragen und Umgliederungen der Panzertruppe. Zum Ende des Zweiten Weltkrieges geriet er mit einigen Stabsteilen in US-amerikanische Gefangenschaft.

### Nachkriegszeit 1945–1956
Nach der Kriegsgefangenschaft begann von Senger und Etterlin ein Jurastudium in Göttingen und setzte dieses in Zürich und Oxford fort. 1951 wurde er promoviert mit der Doktorarbeit Der Parteienstaat: Ein Vergleich zwischen Weimarer Reichsverfassung und Bonner Grundgesetz.
Er wurde danach als Beamter des höheren Dienstes in das neu geschaffene Bundesamt für Verfassungsschutz berufen und wurde auch durch seinen im Personalgutachterausschuss vertretenen Vater empfohlen.

### Bundeswehr 1956–1979
Nach seiner Reaktivierung im März 1956 wurde von Senger und Etterlin im Referat „Grundsatzfragen des Militärischen Nachrichtenwesens und Fremde Streitkräfte Ost“ eingesetzt, hier kam ihm seine Kriegserfahrung in der Sowjetunion und die Verwendung im OKH sehr zugute. Nach der Generalstabsausbildung war er G 3 in der Panzerlehrbrigade 9 (Munster). Hier war er an der Erprobung des Kampfpanzers Leopard 1 beteiligt. Seine nächste Aufgabe bestand in der Mitarbeit der Studiengruppe des Heeres über Fragen der atomaren Taktik und Heeresplanung. 1964 kehrte er als Kommandeur des Panzerlehrbataillons 94 nach Munster zurück.
Erste NATO-Verwendung
Nach dem erfolgreichen Abschluss einer Ausbildung am NATO Defense College in Rom folgte eine erste Verwendung im integrierten NATO-Bereich. In dieser zweijährigen Verwendung war er mit der Einsatzplanung des NATO-Hauptquartiers (NORTHAG in Mönchengladbach) betraut und hatte den Einsatz von niederländischen, britischen, belgischen und deutschen Heerestruppen zu koordinieren.
Der General
Nach einer Verwendung bei der Panzerbrigade 20 in Hemer von Oktober 1969 bis März 1970 wurde er in den Führungsstab des Heeres nach Bonn beordert und am 30. September 1970 zum Brigadegeneral ernannt. In Stuttgart übernahm er später als Generalmajor die Stelle des Befehlshabers im Wehrbereich V. und erlebte in diesem Territorialkommando die unterschiedlichen Ansätze in der Zusammenarbeit mit zivilen Behörden, Landesministerien und der Bundeswehrverwaltung. Besonders wandte er sich den Verbindungen zu den alliierten Großverbänden und dem deutschen Heer zu und forcierte die Pläne einer schnellen Mobilmachung von Reservisten. Am 1. Juli 1974 kehrte er in das Feldheer zurück und übernahm das Kommando über die 7. Panzerdivision in Unna. Hier war er insbesondere mit der Zusammenlegung diverser Einheiten und Verbände betraut, um die Forderungen der neuen „Heeresstruktur 4“ umzusetzen. Danach führte er seine Division während mehrerer erfolgreicher Großübungen. Im Frühjahr 1978 wurde Dr. von Senger und Etterlin, nun Generalleutnant, Kommandierender General des I. Korps in Münster.
NATO-Oberbefehlshaber
Am 1. Oktober 1979 wurde der General Nachfolger des in Pension gehenden Generals Franz-Joseph Schulze und Oberbefehlshaber der NATO-Streitkräfte Mitteleuropa AFCENT in Brunssum (NL). Die militärpolitischen Ereignisse dieser Jahre führten 1980 zur Planung des „Long-Term-Defence-Program“ und beinhalteten die Schaffung zusätzlicher europäischer Reservetruppen. Trotz dieser mehr politischen als militärischen Verwendung hielt General Senger von Etterlin den Kontakt zur Truppe und besuchte regelmäßig Verbände und Großverbände der Bundeswehr, um die taktische und kriegsnahe Ausbildung zu überwachen und, wenn nötig, korrigierend einzugreifen.

## Ruhestand
Nach vier Jahren intensiver Verteidigungsdiskussion in der NATO mit dem NATO-Doppelbeschluss wurde der General am 30. September 1983 mit dem Großen Zapfenstreich in den Ruhestand verabschiedet. Er zog mit seiner Frau nach Riedern am Wald (Landkreis Waldshut) in eine Villa aus dem 18. Jahrhundert, die sie denkmalgerecht hatten renovieren lassen.
Seit seinem Studium, in seiner aktiven Dienstzeit und auch danach schrieb er zahlreiche Bücher über Militärtaktik, Militärgeschichte, Artilleriegeschütze, Panzer und andere Militärfahrzeuge. Er schrieb auch etwa 1000 Beiträge für Fachzeitschriften, vor allem für die Zeitschrift Soldat und Technik. Seine persönlichen Interessen galten der Kunstgeschichte (Barock, Moderne) und der klassischen Musik. Er starb am 10. Januar 1987 im Bundeswehrkrankenhaus Koblenz.

## Ehrungen
- 1983: Großes Verdienstkreuz mit Stern und Schulterband der Bundesrepublik Deutschland
- 1980: Großes Verdienstkreuz der Bundesrepublik Deutschland
- 1974: Verdienstkreuz 1. Klasse der Bundesrepublik Deutschland
- Deutsches Kreuz in Gold (4. September 1944)
- Nahkampfspange in Silber
- Panzervernichtungsabzeichen

## Werke (Auswahl)
- Die 24. Panzer-Division 1939–1945. Vormals 1. Kavallerie-Division, Nebel Verlag, ISBN 3-89555-186-4.
- Die deutschen Panzer 1926–1945, Bernard & Graefe, ISBN 3-7637-0185-0.
- Die deutschen Geschütze 1939–1945, Bernard & Graefe, ISBN 3-7637-5989-1.
- Panzer der Bundeswehr und ihrer Verbündeten, Athenäum-Verlag 1958.
- Soldaten zwischen Rhein und Weser, Verlag Wehr u. Wissen, ISBN 3-8033-0287-0.
- Der Gegenschlag, Vowinckel-Verlag.
- Die Kampfpanzer von 1916–1966, Bernard & Graefe, ISBN 3-7637-6221-3.
- Taschenbuch der Panzer. Jg. 1. 1943–1954; Taschenbuch der Panzer. Jg. 2. 1943–1957; Taschenbuch der Panzer. Jg. 3. 1960; Taschenbuch der Panzer. Jg. 4. 1969.
- Das kleine Panzerbuch, Lehmann.
- Der sowjetische mittlere Kampfpanzer der Baureihe T-34 bis T-62 . In: Allgemeine schweizerische Militärzeitschrift. Band 133, Nr. 9, Lehmann 1967
- Pionierpanzer, Bernard & Graefe, ISBN 3-7637-0575-9.
- Die Panzergrenadiere, J.F. Lehmanns Verlag, 1961